# Pseudophilotes
Pseudophilotes is een geslacht van vlinders uit de familie van de Lycaenidae, de kleine pages, vuurvlinders en blauwtjes. De wetenschappelijke naam en de beschrijving van dit geslacht werden voor het eerst in 1958 gepubliceerd door Henry Beuret.

## Soorten
- Pseudophilotes abencerragus (Pierret, 1837) - Moors tijmblauwtje
- Pseudophilotes barbagiae De Prins & Poorten, 1982 - Sardijns tijmblauwtje
- Pseudophilotes baton (Bergstrasser, [1779]) - Klein tijmblauwtje
- Pseudophilotes bavius (Eversmann, 1832) - Salieblauwtje
- Pseudophilotes jordanicus (Benyamini, 2000)
- Pseudophilotes marina (Zhdanko, 2004)
- Pseudophilotes panope (Eversmann, 1851)
- Pseudophilotes panoptes (Hübner, [1813]) - Spaans klein tijmblauwtje
- Pseudophilotes sinaicus Nakamura, 1975
- Pseudophilotes svetlana Yakovlev, 2003
- Pseudophilotes vicrama (Moore, 1865) - Oostelijk tijmblauwtje